# Volleyball Santa Croce 2011-2012
Questa voce raccoglie le informazioni riguardanti il Volleyball Santa Croce nelle competizioni ufficiali della stagione 2011-2012.

## Organigramma societario
Area direttiva
- Presidente: Giancarlo Campinoti

Area tecnica
- Allenatore: Mauro Chiappafreddo
- Allenatore in seconda: Stefano Sassi (fino al 29 marzo 2012)
- Scout man: Ezio Meledandri

Area sanitaria
- Medico: Flavio D'Ascenzi
- Preparatore atletico: Gianpaolo Boschetti
- Fisioterapista: Alessandro Rocchini

## Rosa
| N° | Nome              | Ruolo | Data di nascita   | Nazionalità sportiva |
| -- | ----------------- | ----- | ----------------- | -------------------- |
| 2  | Ilaria Demichelis | P     | 27 agosto 1987    | Italia               |
| 3  | Valeria Rosso     | S     | 24 ottobre 1981   | Italia               |
| 5  | Mirela Corjeutanu | S     | 6 luglio 1977     | Romania              |
| 6  | Sara Ruberti      | S     | 24 aprile 1990    | Italia               |
| 7  | Giada Boriassi    | C     | 14 dicembre 1992  | Italia               |
| 8  | Giorgia Tanturli  | P     | 1º settembre 1981 | Italia               |
| 9  | Anita Filipovics  | C     | 9 aprile 1988     | Ungheria             |
| 10 | Alessia Lanzini   | L     | 28 agosto 1981    | Italia               |
| 11 | Natalia Brussa    | S/O   | 13 febbraio 1985  | Italia               |
| 12 | Deborah Liguori   | S     | 29 agosto 1989    | Italia               |
| 13 | Maja Batina       | S     | 8 novembre 1989   | Croazia              |
| 14 | Manuela Caponi    | C     | 20 luglio 1979    | Italia               |
| 18 | Marina Zambelli   | C     | 1º gennaio 1990   | Italia               |

## Risultati

### Serie A2

#### Girone di andata
| 1ª giornata - 8 ottobre 2011 Palazzetto dello sport, Frosinone         | IHF            | 0 - 3 | Santa Croce         | 13-25, 18-25, 19-25              |
| 2ª giornata - 16 ottobre 2011 PalaParenti, Santa Croce sull'Arno       | Santa Croce    | 3 - 0 | Antares             | 25-18, 25-18, 25-16              |
| 3ª giornata - 23 ottobre 2011 PalaLiabel, Salsomaggiore Terme          | Terre Verdiane | 2 - 3 | Santa Croce         | 18-25, 11-25, 25-20, 25-22, 8-15 |
| 4ª giornata - 30 ottobre 2011 PalaParenti, Santa Croce sull'Arno       | Santa Croce    | 3 - 0 | Verona              | 25-21, 25-18, 25-11              |
| 5ª giornata - 6 novembre 2011 PalaSerenelli, Loreto                    | Loreto         | 3 - 0 | Santa Croce         | 25-21, 25-18, 27-25              |
| 6ª giornata - 13 novembre 2011 PalaParenti, Santa Croce sull'Arno      | Santa Croce    | 3 - 0 | Time Matera         | 25-19, 25-23, 25-18              |
| 7ª giornata - 20 novembre 2011 Palazzetto dello Sport, Giaveno         | Cuatto Giaveno | 3 - 1 | Santa Croce         | 26-24, 25-19, 23-25, 25-14       |
| 8ª giornata - 27 novembre 2011 PalaParenti, Santa Croce sull'Arno      | Santa Croce    | 3 - 1 | Crema               | 20-25, 25-18, 25-16, 25-23       |
| 9ª giornata - 4 dicembre 2011 PalaRomiti, Forlì                        | Forlì          | 0 - 3 | Santa Croce         | 18-25, 18-25, 20-25              |
| 10ª giornata - 8 dicembre 2011 PalaParenti, Santa Croce sull'Arno      | Santa Croce    | 3 - 0 | Rota                | 25-23, 25-16, 25-15              |
| 11ª giornata - 11 dicembre 2011 PalaScoppa, Soverato                   | Soverato       | 3 - 0 | Santa Croce         | 25-21, 25-19, 25-23              |
| 12ª giornata - 18 dicembre 2011 PalaMacchitella, San Vito dei Normanni | San Vito       | 0 - 3 | Santa Croce         | 15-25, 12-25, 22-25              |
| 13ª giornata - 26 dicembre 2011 PalaParenti, Santa Croce sull'Arno     | Santa Croce    | 3 - 0 | Pontecagnano Faiano | 25-21, 25-17, 25-18              |
| 14ª giornata - 8 gennaio 2012 PalaParenti, Santa Croce sull'Arno       | Santa Croce    | 1 - 3 | Casalmaggiore       | 21-25, 19-25, 25-21, 15-25       |
| 15ª giornata - 15 gennaio 2012 PalaBusnago, Busnago                    | Busnago        | 3 - 0 | Santa Croce         | 25-18, 25-19, 25-21              |

#### Girone di ritorno
| 16ª giornata - 22 gennaio 2012 PalaParenti, Santa Croce sull'Arno  | Santa Croce         | 3 - 1 | IHF            | 25-14, 25-16, 21-25, 25-15        |
| 17ª giornata - 29 gennaio 2012 PalaPozzillo, Sala Consilina        | Antares             | 3 - 0 | Santa Croce    | 25-21, 25-21, 25-23               |
| 18ª giornata - 5 febbraio 2012 PalaParenti, Santa Croce sull'Arno  | Santa Croce         | 3 - 0 | Terre Verdiane | 25-20, 25-20, 25-19               |
| 19ª giornata - 12 febbraio 2012 PalaGeorge, Montichiari            | Verona              | 0 - 3 | Santa Croce    | 16-25, 21-25, 19-25               |
| 20ª giornata - 18 febbraio 2012 PalaParenti, Santa Croce sull'Arno | Santa Croce         | 3 - 0 | Loreto         | 26-24, 25-17, 25-19               |
| 21ª giornata - 26 febbraio 2012 PalaSassi, Matera                  | Time Matera         | 1 - 3 | Santa Croce    | 23-25, 25-21, 22-25, 20-25        |
| 22ª giornata - 11 marzo 2012 PalaParenti, Santa Croce sull'Arno    | Santa Croce         | 0 - 3 | Cuatto Giaveno | 21-25, 22-25, 23-25               |
| 23ª giornata - 18 marzo 2012 PalaBertoni, Crema                    | Crema               | 0 - 3 | Santa Croce    | 23-25, 24-26, 21-25               |
| 24ª giornata - 25 marzo 2012 PalaParenti, Santa Croce sull'Arno    | Santa Croce         | 3 - 0 | Forlì          | 25-22, 25-15, 28-26               |
| 25ª giornata - 1º aprile 2012 PalaRota, Mercato San Severino       | Rota                | 3 - 2 | Santa Croce    | 21-25, 25-23, 24-26, 25-23, 21-19 |
| 26ª giornata - 7 aprile 2012 PalaParenti, Santa Croce sull'Arno    | Santa Croce         | 1 - 3 | Soverato       | 20-25, 19-25, 25-20, 21-25        |
| 27ª giornata - 15 aprile 2012 PalaParenti, Santa Croce sull'Arno   | Santa Croce         | 3 - 0 | San Vito       | 25-13, 25-14, 25-16               |
| 28ª giornata - 22 aprile 2012 PalaPicentia, Pontecagnano Faiano    | Pontecagnano Faiano | 0 - 3 | Santa Croce    | 23-25, 16-25, 16-25               |
| 29ª giornata - 25 aprile 2012 PalaBaslenga, Casalmaggiore          | Casalmaggiore       | 3 - 2 | Santa Croce    | 25-13, 17-25, 25-27, 25-23, 15-13 |
| 30ª giornata - 29 aprile 2012 PalaParenti, Santa Croce sull'Arno   | Santa Croce         | 1 - 3 | Busnago        | 25-21, 17-25, 21-25, 22-25        |

#### Play-off promozione
| Semifinali (gara 1) - 2 maggio 2012 PalaFarina, Viadana                | Casalmaggiore | 3 - 1 | Santa Croce   | 25-22, 25-9, 23-25, 25-20         |
| Semifinali (gara 2) - 6 maggio 2012 PalaParenti, Santa Croce sull'Arno | Santa Croce   | 3 - 2 | Casalmaggiore | 26-28, 25-20, 17-25, 25-21, 17-15 |
| Semifinali (gara 3) - 9 maggio 2012 PalaFarina, Viadana                | Casalmaggiore | 3 - 1 | Santa Croce   | 25-21, 25-21, 22-25, 25-21        |

### Coppa Italia di Serie A2

#### Fase a eliminazione diretta
| Quarti di finale - 25 gennaio 2012 PalaBaslenga, Casalmaggiore | Casalmaggiore | 1 - 3 | Santa Croce    | 20-25, 25-12, 21-25, 22-25 |
| Semifinali - 3 marzo 2012 Palazzetto dello Sport, Giaveno      | Loreto        | 3 - 1 | Santa Croce    | 17-25, 25-19, 25-18, 30-28 |
| Finale 3º posto - 4 marzo 2012 Palazzetto dello Sport, Giaveno | Santa Croce   | 3 - 1 | Cuatto Giaveno | 22-25, 25-23, 25-13, 25-22 |